# Blah Blah Blah (песня)
«Blah Blah Blah» — песня американской певицы и автора песен Kesha из её дебютного альбома Animal. Песня записана совместно с дуэтом 3OH!3.

## О песне
Продюсером песни был Benny Blanco. Песня является среденетемповой электропоп композицией. Лирика песни повествует о женщине, которая хочет заняться сексом. Критики дали песне смешанные отзывы и похвалили дерзкий вокал Кеши. Многие критики заявили, что участие в песне 3OH!3 было лишним.

## Список композиций
- CD single

1. «Blah Blah Blah» – 2:52

- Digital download

1. «Blah Blah Blah» – 2:52
2. «Tik Tok» (Joe Bermudez Club Mix) – 5:09

- UK iTunes digital download – EP

1. «Blah Blah Blah» – 2:52
2. «Tik Tok» (Joe Bermudez Club Mix) – 5:09
3. «Tik Tok» (Trey Told 'Em Remix) – 4:14

## Чарты
| Чарт (2010)                                 | Высшая позиция |
| ------------------------------------------- | -------------- |
| Австралия (ARIA)                            | 3              |
| Австрия (Ö3 Austria Top 40)                 | 21             |
| Бельгия/Фландрия (Ultratop 50)              | 45             |
| Бельгия/Валлония (Ultratop 50)              | 31             |
| Канада (Billboard Canadian Hot 100)         | 3              |
| Европа (Billboard European Hot 100 Singles) | 36             |
| Франция (SNEP)                              | 35             |
| Германия (GfK)                              | 11             |
| Ирландия (IRMA)                             | 18             |
| Нидерланды (Dutch Top 40)                   | 32             |
| Новая Зеландия (Recorded Music NZ)          | 7              |
| Шотландия (OCC Scotland)                    | 7              |
| GAON (International Chart)                  | 3              |
| Швеция (Sverigetopplistan)                  | 38             |
| Швейцария (Schweizer Hitparade)             | 30             |
| Великобритания (OCC UK Singles)             | 11             |
| США (Billboard Hot 100)                     | 7              |
| США (Billboard Pop Airplay)                 | 11             |